# Parti progressiste-conservateur du Manitoba
Le Parti progressiste-conservateur du Manitoba est un parti politique de centre-droit dans la province canadienne du Manitoba. Il forme actuellement le gouvernement à l'Assemblée législative du Manitoba.

## Chefs du parti
| Nom                         | Chef                               | Premier ministre |
| --------------------------- | ---------------------------------- | ---------------- |
| Hugh John Macdonald         | Mars 1897-Octobre 1900             | 1900             |
| Sir Rodmond P. Roblin       | Octobre 1900-Mai 1915              | 1900-1915        |
| Sir James Aikins            | Juillet-Août 1915                  |                  |
| Albert Prefontaine          | Janvier 1916-6 novembre 1919       |                  |
| R.G. Willis                 | 6 novembre 1919-5 avril 1922       |                  |
| Fawcett G. Taylor           | 5 avril 1922-Mars 1933             |                  |
| W. Sanford Evans            | Mars 1933-Juin 1936                |                  |
| Errick F. Willis            | Juin 1936-Juin 1954                |                  |
| Dufferin Roblin             | Juin 1954-Novembre 1967            | 1958-1967        |
| Walter Weir                 | Novembre 1967-février 1971         | 1967-1969        |
| Sidney Spivak               | février 1971-Décembre 1975         |                  |
| Sterling Lyon               | Décembre 1975-Décembre 1983        | 1977-1981        |
| Gary Filmon                 | Décembre 1983-29 mai 2000          | 1988-1999        |
| Bonnie Mitchelson (intérim) | 29 mai-Novembre 2000               |                  |
| Stuart Murray (en)          | Novembre 2000-Avril 2006           |                  |
| Hugh McFadyen               | avril 2006-30 juillet 2012         |                  |
| Brian Pallister             | 30 juillet 2012-1er septembre 2021 | 2016-2021        |
| Kelvin Goertzen (intérim)   | 1er septembre 2021-30 octobre 2021 | 2021             |
| Heather Stefanson           | 30 octobre 2021-en cours           | 2021-2023        |